# Okrug Košice II
Košice II (slk. Okres Košice II) je okrug u istočnoj Slovačkoj u  Košickom kraju, jedan je od četiri okruga drugog po veličini Slovačkoga grada Košica u okrugu živi 77 914 stanovnika, dok je gustoća naseljenosti 967,39 stan/km². Ukupna površina okruga je 80,54 km².

## Stanovništvo
| Godina:     | 1994.  | 2004.   | 2014.   | 2024.   |
| ----------- | ------ | ------- | ------- | ------- |
| Broj ljudi: | 82 110 | 79 934  | 82 479  | 77 914  |
| Razlika:    |        | −2,65 % | +3,18 % | −5,53 % |

| Godina:     | 2023.  | 2024.   |
| ----------- | ------ | ------- |
| Broj ljudi: | 78 385 | 77 914  |
| Razlika:    |        | −0,60 % |

## Gradske četvrti
- Lorinčík
- Luník IX
- Myslava
- Pereš
- Poľov
- Sídlisko KVP
- Šaca
- Západ